# Baus
Il Baus (3072 m s.l.m.) è una montagna delle Alpi Marittime. Si trova nell'alta valle Gesso e fa parte del massiccio del monte Argentera.

## Caratteristiche
Si trova sulla dorsale che, scendendo dallo spartiacque principale alpino, si dirige a nord separando la valle Gesso della Valletta dalla valle Gesso di Entracque; la vetta si trova interamente in territorio italiano, ed è sul confine tra i comuni di Entracque e Valdieri.
La montagna ha una struttura a tre dorsali. La prima si diparte dalla vetta in direzione sud-est, poi piega in direzione sud in corrispondenza della cima Bastione, e scende al passo Brocan, da cui si rialza poi verso la cima di Brocan. La seconda si diparte in direzione nord-est verso la vicina cima di Nasta. La terza scende prima in direzione est, poi est-nord-est, e digrada verso il lago del Chiotas.
Dal punto di visto geologico, la montagna è costituita essenzialmente da gneiss e graniti appartenenti al complesso cristallino dell'Argentera.
Il nome baus deriva da una radice pre-latina, ed ha il significato di "enorme masso isolato".

## Ascensione alla vetta
La via normale alla cima è un itinerario di tipo alpinistico, con difficoltà valutata in F. L'accesso avviene dalla valle Gesso della Valletta; si raggiunge il lago di Nasta, lo si aggira e si sale al colle della Culatta, da dove, per roccette, si raggiunge prima un'anticima a quota 3067, poi la vera cima. I passaggi in roccia sono al massimo di II grado. Per l'ascensione ci si può appoggiare al rifugio Remondino.

### Rifugi
I punti di appoggio più vicini sono i rifugi Remondino e Regina Elena dal lato di Valdieri, ed il rifugio Genova-Figari dal lato di Entracque.

### Cartografia
- Cartografia ufficiale dell'Istituto Geografico Militare in scala 1:25.000 e 1:100.000, consultabile on line
- Sistema Informativo Territoriale della provincia di Cuneo, su base cartografica 1:10.000
- Istituto Geografico Centrale - Carte dei sentieri 1:50.000 n.8 "Alpi Marittime e Liguri" e 1:25.000 n. 113 "Parco naturale dell'Argentera"